# Herkenningsdienstsysteem
Het Herkenningsdienstsysteem (HKS) is een verouderd Nederlands politiesysteem waarin gegevens worden bewaard van ruim 1,5 miljoen verdachten. Het systeem is al zo'n 25 jaar in gebruik.
In de zomer 2011 werd bekend dat in het HKS ook minstens 8000 personen staan die zijn overleden, en 2800 mensen die inmiddels zijn vrijgesproken.